# Great Soccer (1985)
Great Soccer  é um jogo eletrônico de futebol lançado para o Sega Master System, apenas no Japão, em 1985. Ele era vendido no formato Sega Card.
Ele foi o primeiro jogo a ser lançado da série "Great Sports", que a Sega criou para lançar jogos esportivos para o console.
Basicamente você joga contra a cpu em três níveis de dificuldade diferentes, ou contra outro jogador humano. Só existem dois times (azul e vermelho) e tudo que se pode fazer é tocar, chutar ou recuperar a bola com o botão de ação. As partidas duram cinco minutos cada tempo e as animações de gol são singelas.